# 플로우 (소프트웨어)
플로우(영어: Flow)는 마드라스체크가 개발한 온라인 협업 소프트웨어이다.

## 소개
플로우는 업무관리와 메신저를 하나로 사용할 수 있는 올인원 협업툴이다.  
2015년 서비스를 시작으로 2024년 기준 업체 최고 누적 사용자 48만 팀, 55개국에서 이용하고 있는 대표 한국산 협업툴이다.
프로젝트, 메신저, 업무 관리, 파일함, 화상회의, 간트차트, OKR목표 등의 기능을 하나로 이용할 수 있다. 기능이 다양할수록 인터페이스가 복잡해지기 마련이나, 플로우는 다양한 기능에 쉬운 인터페이스까지 모두 갖춘 협업툴이다. 밴드와 카카오톡처럼 쉬운 구성으로 연령대에 상관없이 누구나 쉽게 사용할 수 있다.
PC, 모바일, 태블릿 환경이 모두 지원되어, 재택근무할 때 유용하다. 클라우드(SaaS) 서비스 뿐만 아니라 구축형(On-Premise)으로도 사용이 가능하다.
한국 외 버전으로는 모닝메이트(Morningmate)가 있다.

## 주요 고객사 목록
| 삼성전자          | 현대모비스   | JTBC      | 중앙일보       | 대한민국 국방부 |
| Webcash           | 메가박스     | 아트박스  | 현대엔지니어링 | 죠스푸드        |
| 신세계 인터내셔날 | 이랜드리테일 | BGF리테일 | S-OIL          | KT              |
| 삼성전기          | 일동후디스   | SECO      | 전자신문       | 제로페이        |
| 대구은행          | 우리자산운용 | KB캐피탈  | IBK자산운용    | 웰컴저축은행    |
| 미래에셋증권      | DGB캐피탈    | LIG넥스원 | HK이노엔       | 이디야          |
| 포스코DX          | DB금융투자   | SM C&C    | 대한민국 해군  | 한국거래소      |

## 특징
프로젝트 중심의 그룹 커뮤니케이션으로 동일 부서가 아니더라도 관련자들끼리 실시간으로 효과적인 소통이 가능하며, 외부 파트너사와도 초대 기능을 통하여 유기적인 소통이 가능하다.
- 올인원 협업 기능: 메신저는 물론 프로젝트, 일정 관리, 작업 관리, 파일 공유, 간트차트 등 다양한 기능을 사용할 수 있다.

- 쉬운 사용법:한국인에게 익숙한 인터페이스로 별도의 교육 없이 바로 이용이 가능하다.

- 외부인 협업: 외부 게스트를 프로젝트에 초대하여 협업이 가능하다. (초대 받은 게스트는 무료로 사용 가능)

- OKR 목표관리: 회사-팀-개인간 목표를 연결해, OKR 목표 관리와 업무를 방향성에 맞춰 몰입 할 수 있다.

- 플로우 AI: 어시스턴트AI를 통해 프로젝트 생성, 게시글 및 업무 작성, 검색 등을 쉽고 스마트하게 작성이 가능하다.

- 무료 사용 교육 제공: 플로우 사용 방법 및 활용 방법에 대한 교육이 온라인 라이브 강의로 제공된다.

- 임대형 & 사내 호스팅형 제공: 클라우드 방식의 임대형 서비스와 사내 서버 설치형(구축형)을 선택할 수 있다.

- 시스템 연동: 플로우는 국내 최다 사내 시스템 연동 레퍼런스를 보유하고 있다.

## 보안 기능
플로우는 회사의 주요 자산인 데이터를 보호할 수 있도록 여러 가지 보안 장치가 마련되어 있다.
- 파일 다운로드 이력 모니터링
- 화면 캡처 이력 모니터링
- 2단계 로그인 인증
- 중복 로그인 제한
- 워터마크 설정
- 게시물별 공개 범위 설정
- 사용자 입/퇴사 관리
- 데이터 암호화 (AES256 암호화)

## 수상 내역
- 2023 한국소비자포럼 올해의 브랜드 대상 '올해의 협업툴' 4년 연속 선정
- 2023 2023년 대한민국 일자리 으뜸기업 선정
- 2023 SW고성장클럽 고성장기업 2년 연속 선정
- 2023 글로벌 버전 협업툴 'morningmate' 출시
- 2022 ISO/IEC 27001·CSA STAR 정보보안 인증 획득
- 2022 소프트웨어 고성장 클럽 선정 (과학기술정보통신부 선정)
- 2022 한국소비자포럼 올해의 브랜드 대상 '올해의 협업툴' 3년 연속 선정
- 2022 고객신뢰도 1위 프리미엄 브랜드 대상 선정
- 2022 GS인증 1등급 획득 (한국인터넷진흥원)
- 2021 마드라스체크 이학준 대표 2021 대한민국 CEO 리더십 대상 수상
- 2021 한국소비자포럼 올해의 브랜드 대상 '올해의 협업툴' 2년 연속 선정
- 2021 KT와 협력해 만든 'KT비즈웍스' 공공기관용 CSAP 인증 획득 (조달청)
- 2020 과학기술정보통신부장관 표창 수상
- 2020 한국소비자포럼 올해의 브랜드 대상 '올해의 협업툴' 선정
- 2020 KT와 함께 기업용 통합 솔루션 'KT 비즈웍스' 출시
- 2019 제 14회 디지털 이노베이션 대상 IT/협업툴 부문 대상
- 2019 제3회 4차 산업혁명 대상 공모전 한국데이터산업진흥원장상
- 2017 애플 앱스토어 비즈니스 부문 추천 APP
- 2017 구글 플레이 대한민국의 숨겨진 보석같은 앱 선정
- 제3회 2017 대한민국 우수기업 서비스 혁신 부문 대상 (머니투데이 주최)
- 스마트앱어워드 2016 커뮤니케이션 부문 대상
- 디지털타임스 2015 총결산 - 기업용 메신저 부문 히트 상품 선정